# Oh My God (televisieserie)
Oh My God is een Belgisch televisieprogramma op VIJF.
In dit televisieprogramma gaan vijf Vlaamse meiden die graag feesten, drie weken lang in een katholieke kloosterorde wonen.

## Concept
Een aantal moderne jonge vrouwelijke millennials 'die de weg kwijt zijn' in het dagelijkse materialistische leven, gaan op retraite in een klooster. Ze laten hun smartphone en luxe achterwege.

## Kandidates
| # | Naam             | Leeftijd | Woonplaats   | Beroep                 |
| - | ---------------- | -------- | ------------ | ---------------------- |
| 1 | Kyara Smets      | 19       | Willebroek   | barvrouw               |
| 2 | Lana Guetta      | 30       | Merksem      | danseres               |
| 3 | Yasmine Pierards | 21       | Sint-Truiden | social influencer      |
| 4 | Zoë Schultz      | 20       | Schilde      | schoonheidsspecialiste |
| 5 | Chloë Vranken    | 20       | Leuven       | social influencer      |

## Trivia
- Het programma is de Vlaamse versie van de Britse realityserie Bad Habits, Holy Orders van Channel5 .
- Al na enkele dagen verliet Chloë het klooster. Het programma ging verder met de vier overblijvende dames.
- Het programma kreeg overwegend negatieve recensies. Voor VIJF was het wel een succes qua kijkcijfers. De eerste aflevering haalde 200.956 kijkers.